# Idaea emarginata
Idaea emarginata là một loài bướm đêm thuộc họ Geometridae. Nó được tìm thấy ở châu Âu.
Loài này có sải cánh dài 22–25 mm. Chiều dài cánh trước là 11–13 mm. Con trưởng thành bay vào ban đêm từ tháng 6 đến tháng 8 .

## Hình ảnh

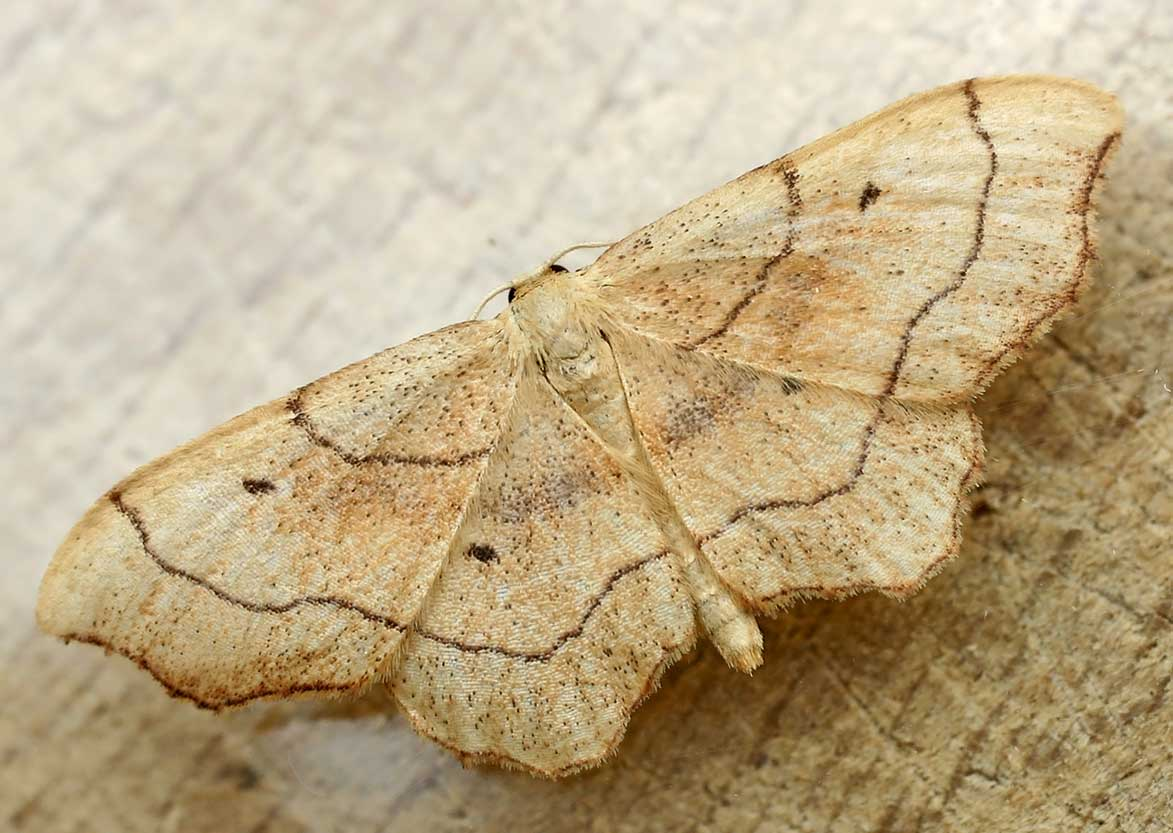
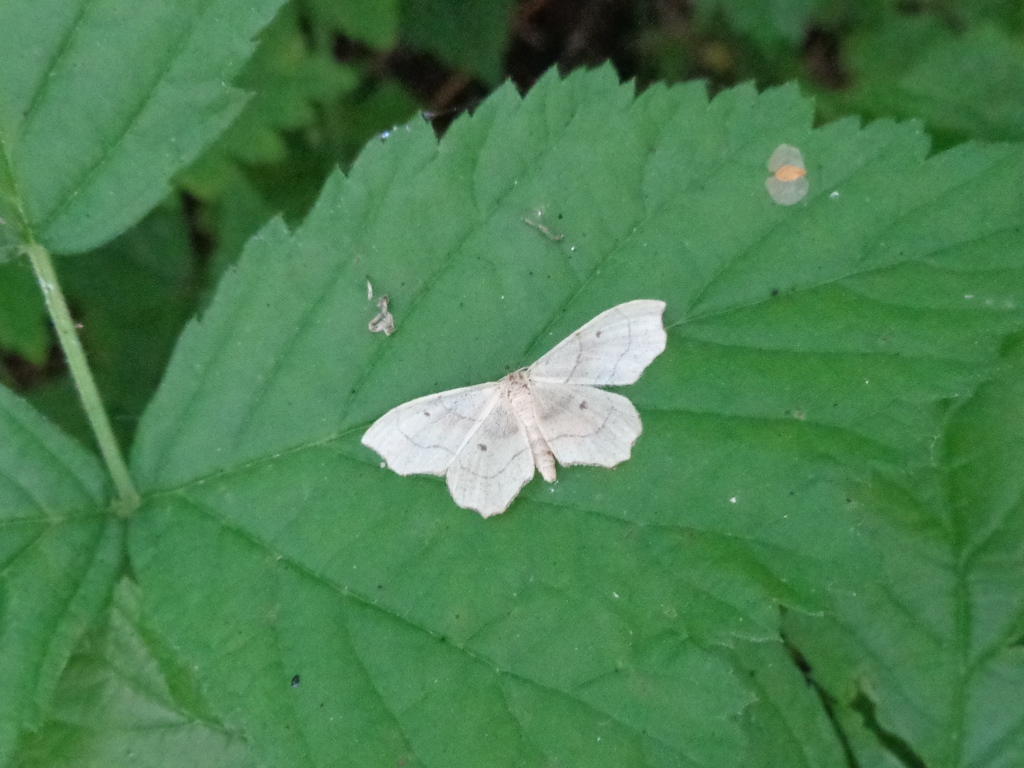
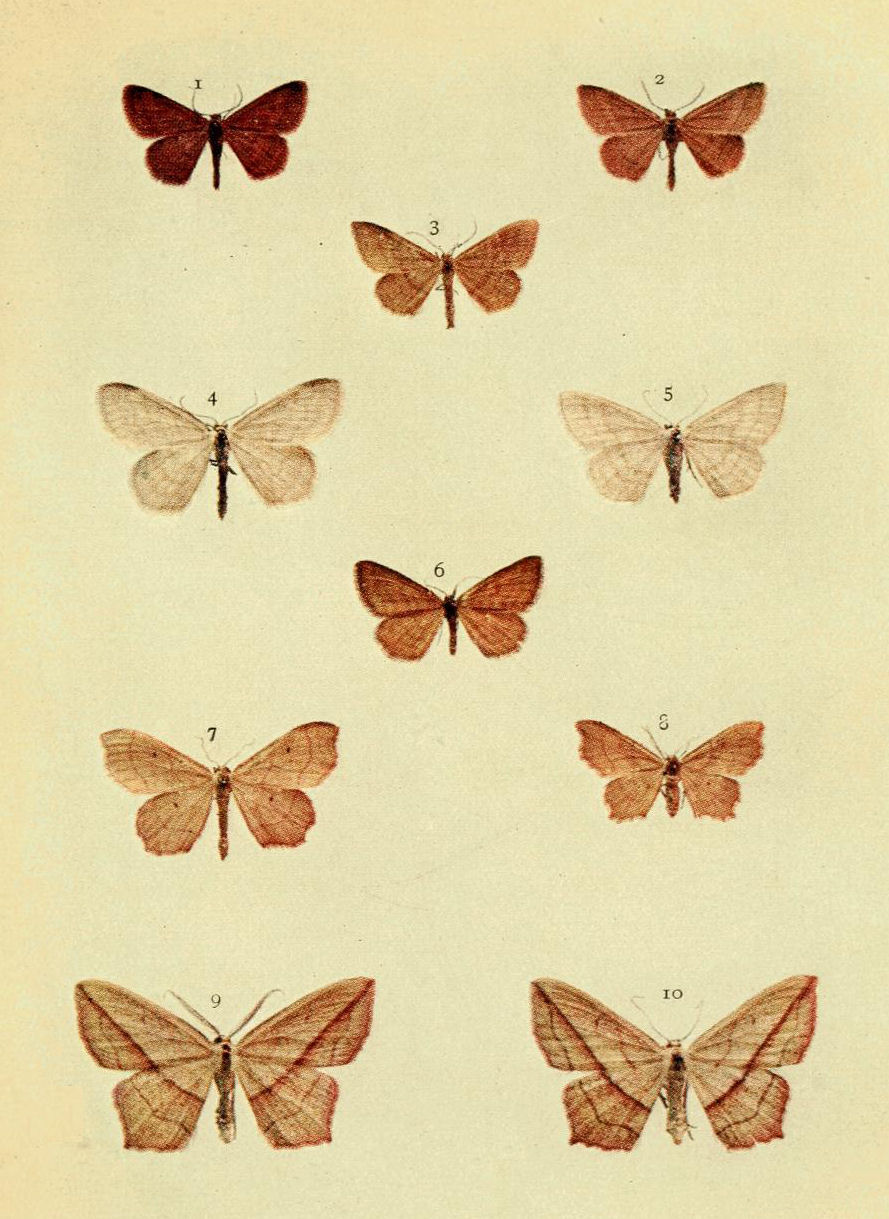